# 悪役俳優
悪役俳優（あくやくはいゆう）は、悪役を務めることの多い俳優のことである。

## 概要
20世紀・21世紀の日本においては、悪役を務めることの多い俳優を特に悪役俳優と呼ぶことがあり、これを専門とする者もいる。そういった俳優の具体的な役どころとしては、粗暴犯、暴力団構成員、ギャング、権力に結託した悪人などが典型と言える。時代劇や刑事ドラマでアクションシーンの多い作風のものや、悪役が組織的戦闘を繰り広げるものでは、有名無名の悪役俳優が入り乱れ、迫真の演技力で主役を引き立てて倒されてゆくのが、大きな見せ場となっている。東映京都撮影所など時代劇が多く制作される場所では、悪役側の戦闘要員としてクライマックスの大立ち回りにのみ映像に登場し、主人公らに襲いかかるも返り討ちに遭って刀剣などで斬られたり殴り倒されたりする演技を多くこなす、あるいはこの手の役回りを専門とする俳優までもが存在し、これを指して斬られ役ともいう。
この悪役俳優と主役（または主人公側の人物を演じる俳優）は劇中では敵味方であるが、作品出演を通じて役者としての格を超えて、強い仲間意識を持つことも多い。主役級の俳優が物語上重要な悪役などを演じる時に、役作りの方法や演技での表現技法について、役者としての格は関係なく、本職といえる悪役俳優へと教えを乞いに行くことも珍しくない。逆に主役俳優が自分の名前で舞台興行を行う時に、その演技力や人柄を見込んで、テレビなどでは知名度の低い悪役俳優を指名して起用することも見られる。
悪役を演じる俳優は、その役柄とは対照的に善人であったり、主役級の俳優以上に実生活におけるモラルや金銭などに対して高潔であったりして、自身を厳しく律している人物も多い。ドラマや映画では悪人役でも実際の家庭では良き父親・夫という例も少なくない。また、良からぬゴシップは少ない傾向もある。元暴力団員を含めた約14人の悪役エキストラを擁する芸能事務所「高倉組」では、所属に3つの条件（「反社会的勢力と5年以上関係がない」「他に収入の安定した仕事を持っている」「守る人がいる」）を課し、受刑者の更生支援も行っている。

## 近代
1950年代から1970年代にかけての日本ではアクション映画や時代劇が盛んに製作されていたためか、あるいは当時の俳優に戦時下（太平洋戦争戦時下）などで苦労した人も多かったせいか、出水憲司、汐路章、天津敏、安部徹、名和宏らのように「いかにも悪役らしい」風貌や憎々しさを表現できる俳優も多かった。しかし1980年代以降に画面に登場する俳優には、中産階級の増加などの社会の変化もあったからか、そうした悪役然とした風貌の個性的な俳優は減り、「こんな優しい顔の敵役を斬ってもいいのか」という俳優も増えている。また、善悪渾然としたキャラクターや、善人面をして悪事を働くキャラクターも多いなど、21世紀には悪役としての表現技法は多様化している。
なお、20世紀の終わり頃からは、表現や価値観の多様化を背景に、いわゆる「大部屋俳優」などとも言われる無名の悪役俳優たちにも従来より多くの注目を集める者が現れようになった。インターネットが急速に普及し始める2000年代以降はさらにその傾向が加速した。時代劇で毎週のように斬られていたことでベテランの域に達してから「あれは何者か」という話題と注目を集め、ハリウッド映画にまで出演した福本清三は、そのような大部屋俳優出身の有名俳優の代表例と言える。

## 大部屋俳優を題材とした作品
映画
- 太秦ライムライト

テレビドラマ
- もめん家族